# Amaro Cora
L'Amaro Cora è un amaro italiano prodotto dalla ditta Bosca di Canelli.

## Caratteristiche
L'amaro Cora è ottenuto sia dall'infusione che dalla distillazione di diversi tipi di erbe aromatiche. Si presenta di colore ambrato con gradazione alcolica del 26%.

## Promozione
Negli anni trenta erano celebri i cartelloni pubblicitari disegnati da Mario Gros evidenziati dalla famosa spirale rossa. Spirale rossa, tuttavia, che fu pensata e realizzata non da Gros, ma da Nicolay Diulgheroff.
L'amaro Cora comparve in alcuni spot di Carosello, nei quali gli attori Gaia Germani e Giulio Bosetti impersonavano due coniugi che alla fine di ogni litigio facevano pace bevendo l'amaro Cora, mentre in sottofondo si sente la musica della canzone "Amorevole", cantata da Nicola Arigliano ma con la prima parola cambiata in "Amarevole", che era allora lo slogan pubblicitario del liquore.